# Université Tibiscus
L'Université « Tibiscus » est une université privée de Timișoara, Roumanie, fondée en 2002.